# Ås
Cet article concerne la commune norvégienne. Pour la commune suédoise, voir Ås (Suède).
Ås est une kommune de Norvège. Elle est située dans le comté d'Akershus. La ville de Ås, à 42 km au sud-est d'Oslo, héberge l'institut Bioforsk et l'université norvégienne pour les sciences de la vie. 

## Informations générales

### Nom
La commune a été nommée d'après le nom de l'ancienne ferme (Áss en vieux norrois), depuis l'installation de la première église. Ce nom est identique au mot áss signifiant "crête montagneuse". Jusqu'en 1921, le nom s'épelait Aas.

### Blason
Le blason de la commune est récent. Il a été adopté le 23 juillet 1982. Les trois diamants d'argent symbolisent les nombreuses découvertes archéologiques effectuées dans la région. La forme en losange des diamants a été choisie du fait de sa ressemblance avec les haches se trouvant dans la région (haches Nøstvet). La couleur argent ressemble à celle du silex, matériau qui constituait les outils de l'époque. Le nombre de diamants symbolise les trois paroisses de la commune : Ås, Kroer et Nordby.

## Climat
| Normales pour Ås (alt.95 m) | Jan  | Fev  | Mar  | Avr | Mai  | Juin | Juil | Août | Sept | Oct | Nov | Dec  | Année |
| --------------------------- | ---- | ---- | ---- | --- | ---- | ---- | ---- | ---- | ---- | --- | --- | ---- | ----- |
| Température moyenne (°C)    | −4,8 | −4,8 | −0,7 | 4,1 | 10,3 | 14,8 | 16,1 | 14,9 | 10,6 | 6,2 | 0,4 | −3,4 | 5,3   |
| Pluviométrie (mm)           | 49   | 35   | 48   | 39  | 60   | 68   | 81   | 83   | 90   | 100 | 79  | 53   | 785   |

## Économie
La plus importante source de revenus de la commune est l'agriculture. Ås est la plus grande municipalité agricole de l'Akershus: elle fournit la région en céréales, légumes et produits laitiers. Sur les 101km2 de la municipalité, environ 39km2 sont des fermes et 46km2 sont des forêts.

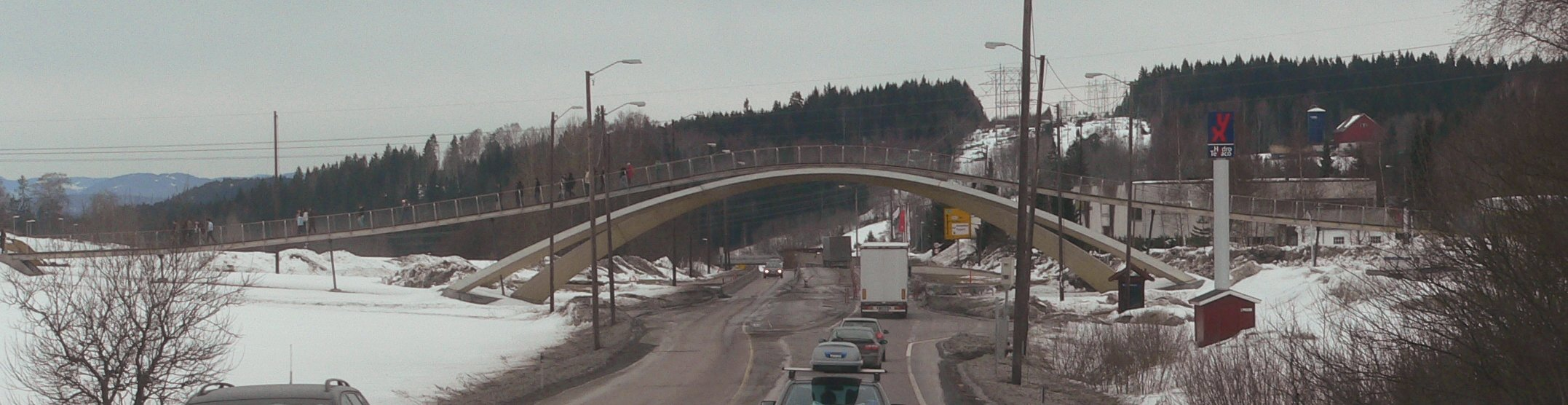
Le pont de Vinci

## Population
Au 1er janvier 2009, la municipalité de Ås couvrait 101,3km² et comptait 15 863 habitants. En 2007, la zone urbaine de Ås avait une population de 8095 habitants. La municipalité inclut également la zone urbaine de Togrenda, qui comptait alors une population 2783 habitants.

## Villes jumelées
Les villes suivantes sont jumelées avec Ås :
- - Ljungby, Kronoberg, Suède
- - Paimio, Finlande propre, Finlande
- - Holbæk, Sjælland, Danemark

## Galerie

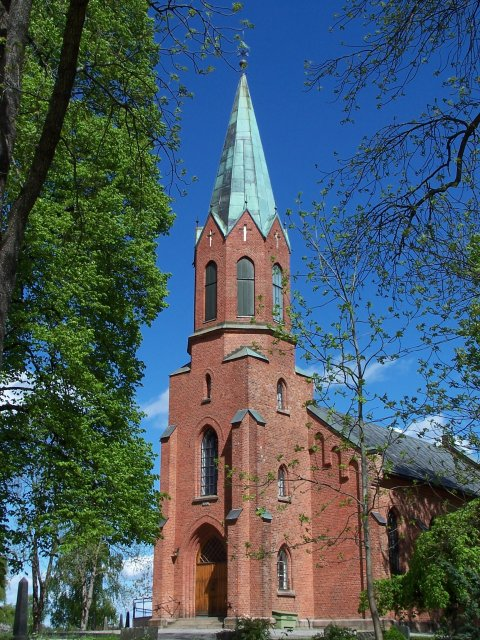
L'église de Ås
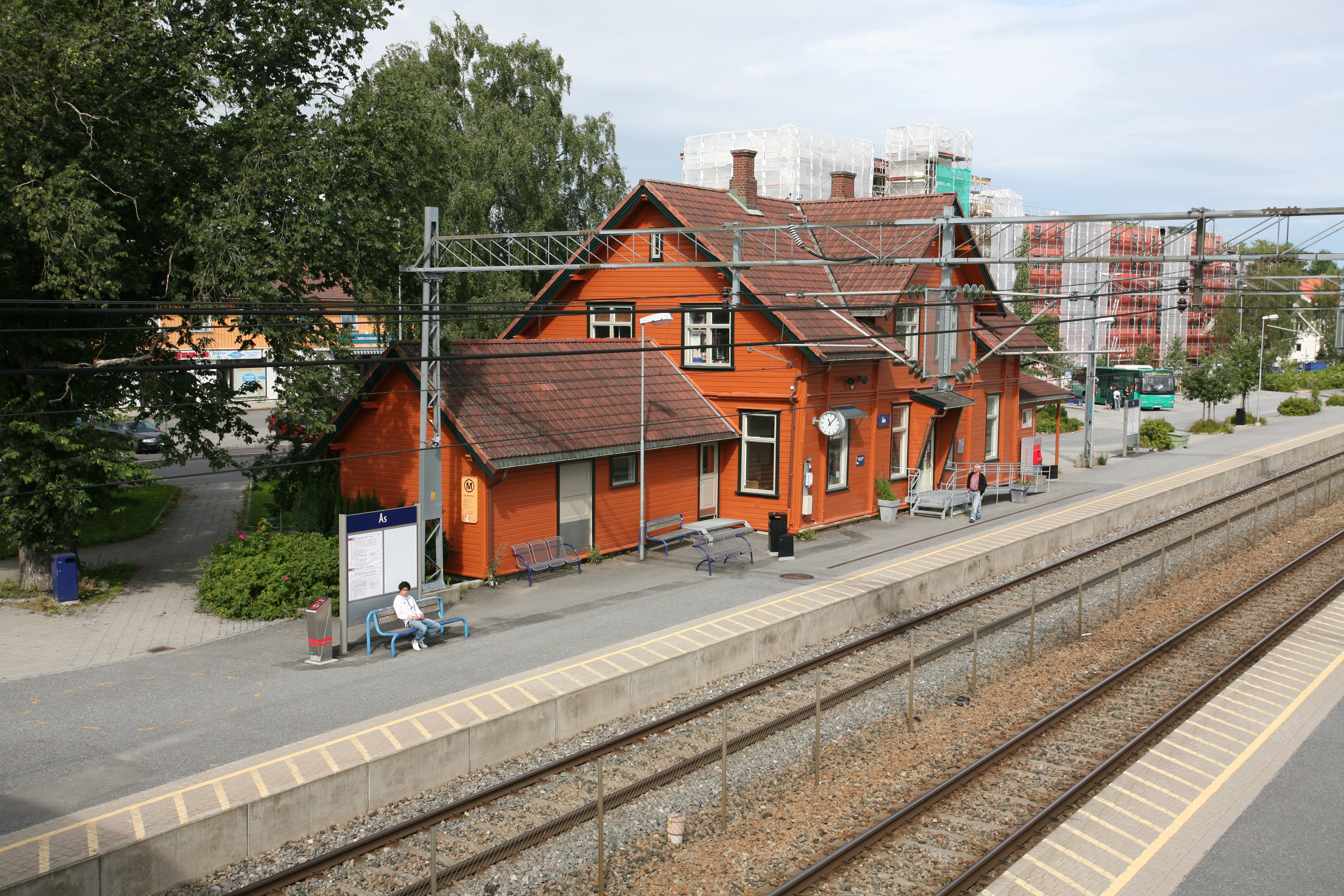
La gare
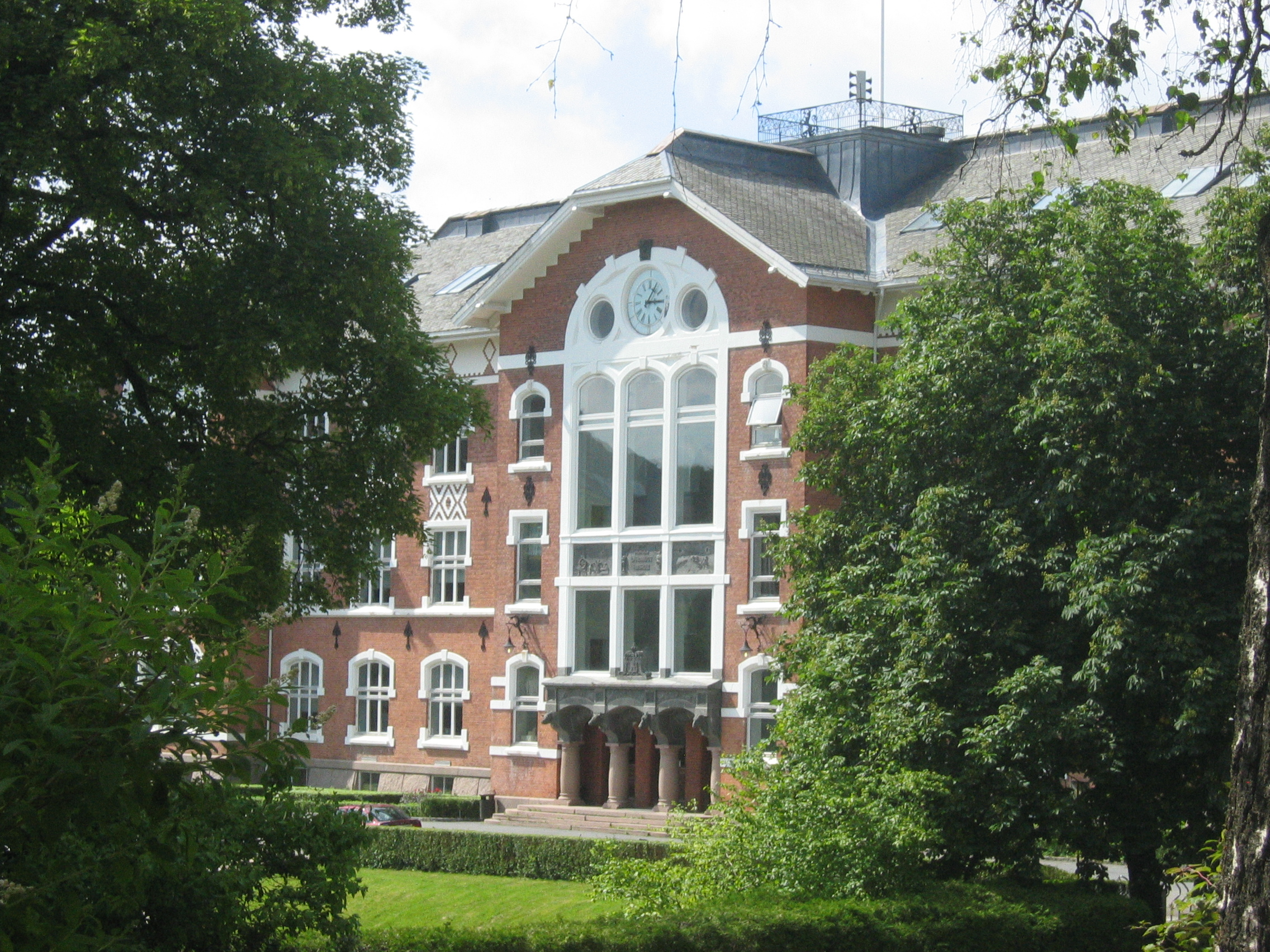
L'Université norvégienne pour les sciences de la vie
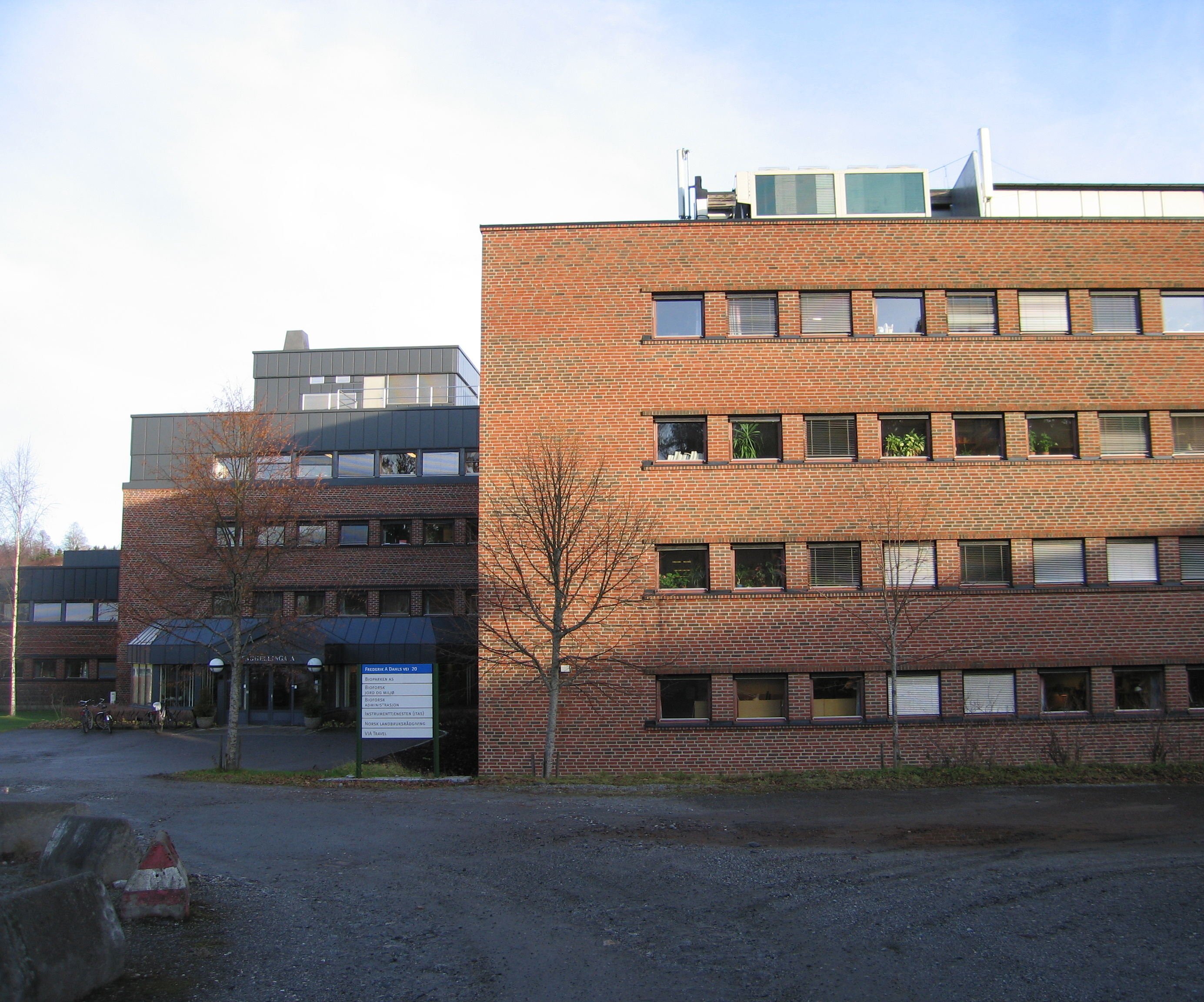
Institut Bioforsk